# 瓦隆布罗萨城堡

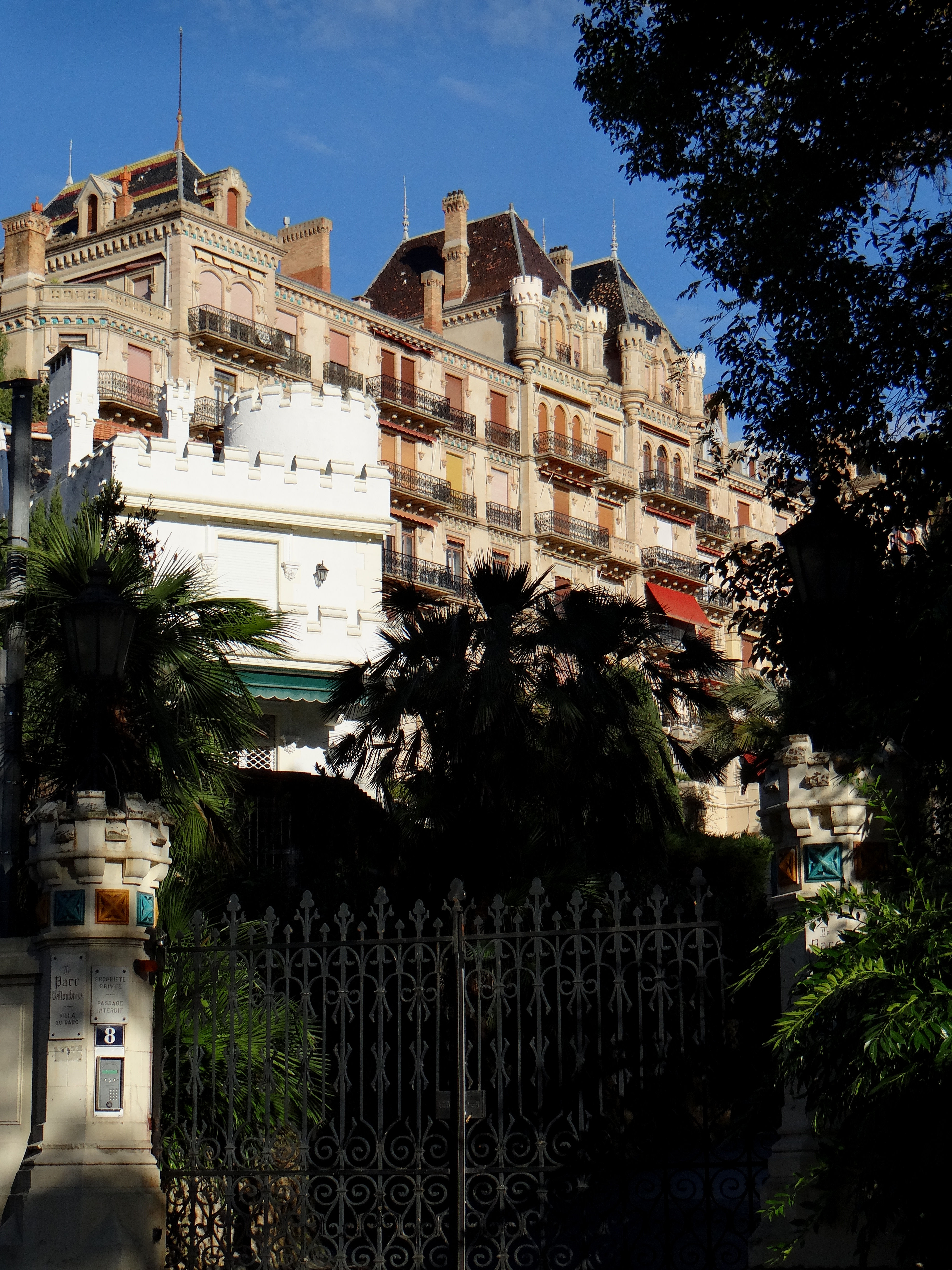

瓦隆布罗萨城堡（Château Vallombrosa）是法国蔚蓝海岸戛纳的一座巨大的豪宅，位于让·德·诺瓦耶大街6 号的悬崖。建于1852-1856年，新哥特式风格，建筑师Louis Vianey。1858年城堡由瓦隆布罗萨公爵收购。1906年改为花园大厦（Hôtel du Parc）。
1993年6月10日，瓦隆布罗萨花园和花园大厦建筑列为历史古迹。